# Nati nel 1449
| Questa pagina contiene informazioni ricavate automaticamente dalle voci biografiche con l'ausilio del template Bio e di un bot. L'aggiornamento è periodico e automatico e ricostruisce completamente la pagina. Se manca una persona in questa lista, sei pregato di non aggiungerla, ma accertati piuttosto che la sua voce biografica contenga il template Bio e che i dati anagrafici siano correttamente compilati. Se il template Bio manca, inseriscilo tu stesso o, in alternativa, metti l'avviso {{tmp\|Bio}} che ne segnala la mancanza. Se i dati riportati sono sbagliati, correggi direttamente la voce biografica; le modifiche saranno visibili in questa lista entro pochi giorni. Per chiarimenti vedi il progetto biografie. La lista contiene solo le 24 persone che sono citate nell'enciclopedia e per le quali è stato implementato correttamente il template Bio. Pagina aggiornata al 10 lug 2025. |

- 1º gennaio - Lorenzo de' Medici, politico, nobile e mecenate italiano († 1492)
- 17 gennaio - Osanna Andreasi, italiana († 1505)
- 7 febbraio - Adriana di Nassau-Dillenburg, nobile tedesca († 1477)
- 7 febbraio - Pietro di Foix, arcivescovo cattolico, cardinale e religioso francese († 1490)
- 4 marzo - Simone Graziani, abate, giurista e umanista italiano († 1509)
- 27 aprile - Asakura Ujikage, militare giapponese († 1486)
- 10 agosto - Bona di Savoia, duchessa († 1503)
- 20 settembre - Filippo I di Hanau-Münzenberg, conte tedesco († 1500)
- 21 ottobre - Giorgio Plantageneto, I duca di Clarence, principe inglese († 1478)
- 11 novembre - Caterina Poděbrady, sovrana ungherese († 1464)
- 11 novembre - Sidonia di Boemia, nobile cecoslovacca († 1510)
- 6 dicembre - Dorotea Gonzaga, nobile († 1467)
- 22 dicembre - Filippo Maria Sforza, nobile italiano († 1492)
- Filippo Carducci, politico italiano
- Giovanni Gagini, scultore italiano († 1517)
- Margherita di Hohenzollern, principessa tedesca († 1489)
- Zaffira Manfredi, nobildonna († 1473)
- Margherita di Sassonia, principessa († 1501)
- Giovanni Francesco Mormando, architetto e organaro italiano († 1530)
- Henry Percy, IV conte di Northumberland, nobile britannico († 1489)
- Richard Pynson, tipografo tedesco († 1529)
- Leonardo Tola, condottiero italiano († 1503)
- Rhys ap Thomas, militare gallese († 1525)
- Francesco da Meleto, umanista italiano